# Because of Love
"Because of Love" là bài hát của ca sĩ người Mỹ Janet Jackson nằm trong album phòng thu thứ năm của cô, janet. (1993). Nó được phát hành như là đĩa đơn thứ 4 trích từ album vào ngày 18 tháng 1 năm 1994. Đây là một bản tình ca do Jackson cùng James Harris III và Terry Lewis tham gia sáng tác và sản xuất.
"Because of Love" đạt vị trí thứ 10 trên Billboard Hot 100 và là một trong những bài hát cuối cùng thuộc dòng nhạc new jack swing đạt hạng cao trên các bảng xếp hạng. Jackson trình diễn ca khúc trong chuyến lưu diễn janet. Tour và một vài lần trong Number Ones, Up Close and Personal.

## Danh sách các phiên bản chính thức
- Bản album – 4:20 (bao gồm phần giới thiệu tới bài "Again")
- Bản LP – 4:14
- Frankie & David 7" – 3:33
- Frankie & David Classic Edit – 4:12
- Frankie & David Classic 12" – 7:48
- Frankie & David Dub – 8:02
- Frankie & David Trick Mix – 6:42
- Frankie & David Treat Mix – 6:41
- D&D Mix mở rộng – 5:08
- D&D Bentley Radio Mix – 3:59
- D&D Bản chậm – 4:31
- Muggs 7" với phần bass giới thiệu – 3:31
- Muggs Full Hip-Hop Mix – 4:03

## Danh sách bài hát
Đĩa CD maxi tại Hà Lan (VSCDF 1488)
1. Bản LP – 4:14
2. Frankie & David Classic 12" – 7:49
3. D&D Mix mở rộng – 5:10

Đĩa 7" tại Vương quốc Anh (VS1488)
1. Bản LP – 4:14
2. Frankie & David 7" – 3:33

Đĩa 12" quảng cáo tại Vương quốc Anh (VSTDJ 1488)
1. Frankie & David Classic 12" – 7:49
2. D&D Mix mở rộng – 5:10
3. Muggs 7" với phần bass giới thiệu – 3:32
4. Frankie & David Treat Mix – 6:40
5. Frankie & David Trick Mix – 6:42

Đĩa 12" tại Vương quốc Anh (VST 1488)
1. Frankie & David Classic 12" – 7:49
2. Frankie & David Dub – 8:02
3. Frankie & David Trick Mix – 6:42
4. Frankie & David Treat Mix – 6:40
5. D&D Mix mở rộng – 5:10
6. Muggs 7" với phần bass giới thiệu – 3:32

Đĩa CD maxi tại Vương quốc Anh  (VSCDG 1488)
1. Bản LP – 4:14
2. Frankie & David 7" – 3:33
3. Frankie & David Classic 12" – 7:49
4. Frankie & David Treat Mix – 6:40
5. D&D Bentley Radio Mix – 3:59
6. Muggs 7" với phần bass giới thiệu – 3:32
7. D&D Bản chậm – 5:08

Đĩa 12" tại Mỹ (Y-38422)
1. Frankie & David Classic 12" – 7:49
2. Frankie & David Dub – 8:02
3. Frankie & David Trick Mix – 6:42
4. Frankie & David Treat Mix – 6:40
5. D&D Mix mở rộng – 5:10

Đĩa CD quảng cáo tại Mỹ (DPRO-14111)
1. Bản LP – 4:14
2. Frankie & David 7" – 3:33
3. D&D Bentley Radio Mix – 3:59
4. Muggs 7" với phần bass giới thiệu – 3:32
5. D&D Bản chậm – 5:08
6. Frankie & David Dub – 8:02

Đĩa CD maxi tại Mỹ  (V25H-38422)
1. Bản LP – 4:12
2. Frankie & David Classic 12" – 7:48
3. D&D Extended Mix – 5:08
4. Muggs 7" với phần bass giới thiệu – 3:32
5. Frankie & David Dub – 8:02
6. D&D Bản chậm – 4:30

## Xếp hạng
| Bảng xếp hạng (1994)               | Vị trí cao nhất |
| ---------------------------------- | --------------- |
| Australian Singles Chart           | 25              |
| Canadian Singles Chart             | 10              |
| Dutch Single Top 100               | 39              |
| German Singles Chart               | 72              |
| New Zealand Singles Chart          | 23              |
| UK Singles Chart                   | 19              |
| US Billboard Hot 100               | 10              |
| US Billboard Hot R&B/Hip-Hop Songs | 9               |
| US Billboard Hot Dance Club Songs  | 4               |
| US Billboard Pop Songs             | 4               |

| Bảng xếp hạng (1994)   | Vị trí |
| ---------------------- | ------ |
| U.S. Billboard Hot 100 | 48     |